# Алрар – Хассі-Р'Мель (газопровід)
Алрар – Хассі-Р'Мель (газопровід) – газопровідна система, призначена для обслуговування ряду газових промислів на сході країни.
В 1982 – 1984 роках ввели в дію потужний газопереробний завод Алрар, крім того, очікувався запуск газопереробного заводу Рурд-Нусс (хоча більшість підготованого тут газу призначалась для закачування назад у пласт, проте частина мала подаватись до газотранспортної системи). З метою видачі їх продукції в 1986-му ввели в дію газопровід GR1, що пройшов від Алрару до газотранспортного хабу Хассі-Р'Мель, який формувався навколо найбільшого алжирського газового родовища. GR1 мав довжину 965 км та був виконаний в діаметрі 1050 мм.
Наприкінці 1990-х по тому ж маршруту проклали другу нитку, відому як газопровід GR2 довжиною 963 км та діаметром 1200 мм. Його перша ділянка між Хассі-Мессауд (найбільше алжирське нафтове родовище, яке також відіграє суттєву роль у газотранспортній системі) та Хассі-Р'Мель стала до ладу в 1997-му, тоді як південна частина від Алрар була завершена в 1999-му. Потреба в підсиленні коридору пояснювалась введенням в розробку газових покладів родовища Тін-Фує-Табанкорт (1999), запуском газопереробного заводу Оханет (2003), а також розширенням газопереробного заводу Алрар (1997). Крім того, в 2000-х роках подали додатковий ресурс по трубопроводу Ін-Аменас – Оханет, а в першій половині 2010-х по трубопроводу Мензел-Леджме-Схід – Гассі-Туїл.
Північна ділянка системи GR1/GR2 прямує в одному коридорі з газопроводами GR4/GR6 (Рурд-Нусс – Хассі-Р'Мель) та Гассі-Туїл – Хассі-Мессауд.
З Хассі-Р'Мель можлива видача блакитного палива по системам Хассі-Р'Мель – Уед-Саф-Саф, Хассі-Р'Мель – Скікда, Хассі-Р'Мель – Кудіет-Еддрауш, Хассі-Р'Мель – Бордж-Менаель, Хассі-Р'Мель – Арзу, MEDGAZ, Хассі-Р'Мель – Ель-Аріха. 
Від системи GR1/GR2 відходять перемички до ТЕС Хассі-Мессауд-Захід/ТЕС Хассі-Мессауд-Північ та ТЕС Гардая. Також серед відгалужень варто згадати трубопровід R1 – Рурд-Ель-Багель.